# الحوادث الإرهابية في العراق عام 2010

## قائمة بالحوادث الإرهابية التي وقعت فيالعراقخلال عام 2010

### كانون الثاني
- 7 كانون الثاني: استهدف انتحاري يركب دراجة هوائية نقطة تفتيش تابعة لميليشيا محلية موالية للحكومة في بلد، مما أدى إلى إصابة ثمانية أشخاص.[1]
- 12 كانون الثاني: كان ما لا يقل عن أربعة انتحاريين يستخدمون سيارات مفخخة - وما يصل إلى 10 - في طريقهم إلى المباني الحكومية في مطلع الصباح عندما أوقفتهم الشرطة واعتقلتهم.[2]
- 13 كانون الثاني: قُتِل خمسة من رجال الشرطة ومدني وأُصيب ستة آخرون في هجوم انتحاري بشاحنة مفخخة في محافظة الأنبار في بلدة الصقلاوية.[3]
- 20 كانون الثاني: فجر انتحاري سيارة رياضية متعددة الأغراض في مقر للجيش العراقي في الموصل، مما أدى إلى إصابة 45 شخصًا، من بينهم 18 جنديًا وخمسة من رجال الشرطة.[4]
- 22 كانون الثاني: فجر انتحاري شاحنة بالقرب من قاعدة للجيش العراقي، مما أدى إلى إصابة ضابط في الجيش العراقي في البعاج.[5]
- 25 كانون الثاني: تفجيرات بغداد . انفجرت ثلاث سيارات مفخخة قرب فنادق يرتادها رجال أعمال ووسائل إعلام غربية، ما أسفر عن مقتل 41 شخصًا وإصابة 110 آخرين. تزامنت الهجمات مع إعدام علي الكيماوي. وأعلن تنظيم القاعدة مسؤوليته عن الهجوم. [6]
- 26 كانون الثاني: تفجير سيارة مفخخة يقودها انتحاري يؤدي إلى مقتل 21 شخصًا وإصابة 85 آخرين في مختبر جنائي عراقي في العاصمة. [7]
- 27 كانون الثاني: اُطلق النار على انتحاري يرتدي زي الشرطة أثناء محاولته دخول مركز للشرطة العراقية في بلدة زمار الصغيرة شمال غرب الموصل، وانفجرت سترة الانتحاري بعد إطلاق النار، مما أدى إلى إصابة ثلاثة من رجال الشرطة العراقيين وجندي أمريكي.[8]

### شباط
- 1 شباط: تفجير بغداد 1 فبراير 2010. فجرت انتحارية نفسها وسط مجموعة من الحجاج كانوا في طريقهم إلى كربلاء لإحياء ذكرى الأربعين أثناء سيرهم في بغداد، مما أسفر عن مقتل 54 شخصًا وإصابة 117 آخرين. [9]
- 3 شباط: فجر انتحاري سيارة مفخخة وسط حشد من الحجاج كانوا في طريقهم إلى مرقد الإمام الحسين في مدينة كربلاء، مما أسفر عن مقتل 10 وإصابة 50 آخرين. [10]
- 5 شباط: أسفرت سيارتان مفخختان عن مقتل 40 شخصًا وإصابة 140 آخرين عندما انفجرتا على جانبي الجسر الذي كان الحجاج يستخدمونه في طريقهم إلى داخل وخارج كربلاء. [11]
- 16 شباط: أدى تفجير سيارة مفخخة انتحاري إلى مقتل شرطيين وإصابة 25 آخرين في منطقة النبي يونس بالموصل. [12]
- 18 شباط: فجر انتحاري سيارة مفخخة عند نقطة تفتيش بالقرب من المكاتب الحكومية والمحاكم مما أسفر عن مقتل 15 شخصًا وإصابة 20 آخرين. [13]
- 21 شباط: حاول انتحاري دخول مسجد وفجّر سترة ناسفة بعد أن أطلق عليه الحراس النار، مما أسفر عن مقتل شخص وإصابة ستة آخرين بالقرب من تيكري.[14]
- 22 شباط: أدى تفجير سيارة مفخخة استهدف مقرًا للشرطة إلى مقتل ثلاثة أشخاص، بينهم شرطي، وإصابة سبعة من رجال الشرطة في غرب الرمادي. [15]

### آذار
- 3 آذار 2010: تفجيرات بعقوبة. فجّر انتحاريان سيارتين مفخختين قرب مبانٍ حكومية في مدينة بعقوبة. وفي وقت لاحق، استهدف تفجير انتحاري ثالث المستشفى الرئيسي في المدينة. أسفرت الهجمات عن مقتل 33 شخصًا وإصابة 55 آخرين. [16]
- 4 آذار: فجّر انتحاريان نفسيهما في منطقتين مختلفتين من العاصمة، مما أسفر عن مقتل 17 وإصابة 35 آخرين. ومن المعروف أن مراكز الاقتراع كانت هدفًا لكلا الهجومين الانتحاريين.[17]
- 15 آذار: فجر انتحاري سيارة مفخخة في محافظة الأنبار غرب العراق بمدينة الفلوجة، مما أسفر عن مقتل 7 أشخاص وإصابة 13 آخرين. وجاء التفجير في الوقت الذي لا يزال فيه فرز الأصوات في الانتخابات العامة العراقية مستمرًا.[18]
- ٢٥ آذار: فجّر انتحاري نفسه في منزل العقيد وليد محمد، رئيس قسم مكافحة الإرهاب في مدينة هيت، ما أسفر عن مقتل ثلاثة أشخاص وإصابة ثلاثة آخرين. ولم يكن محمد موجودًا وقت الهجوم.[19]
- 26 آذار: انفجار قنبلتين في مدينة الخالص العراقية، وكان أحد الانفجارين على الأقل ناجمًا عن تفجير انتحاري، مما أسفر عن مقتل 40 شخصًا على الأقل وإصابة أكثر من 60 آخرين.[20]

### نيسان
- 3 نيسان: اقتحمت مجموعة من الرجال خمسة منازل في قرية جنوب بغداد، وقاموا بتقييد 25 ضحية وتعذيبهم وإطلاق النار على رؤوسهم.[21]
- 4 أنيسان: قُتل 41 شخصًا في تفجيرات انتحارية بسيارات مفخخة في قلب العاصمة العراقية بغداد. وأفادت التقارير أن أحد الانفجارات وقع قرب السفارة الإيرانية، بينما وقع الانفجاران الآخران في حي المنصور غرب وسط المدينة.[22]
- 12 نيسان: استهدف انتحاري بسيارة مفخخة دورية للشرطة في مدينة الموصل شمال العراق، مما أسفر عن مقتل شرطي ومدني.[23]
- 23 نيسان: تفجيرات بغداد في أبريل/نيسان 2010. في موجة من التفجيرات التي شهدتها بغداد، نفذ انتحاري انفجارًا، ما أسفر عن مقتل 11 شخصًا قرب مسجد في حي الأمين جنوب شرق بغداد.[24]
- 28 نيسان: هاجم انتحاريان بسيارتين مفخختين نقاط تفتيش للشرطة في جنوب بغداد، مما أسفر عن مقتل خمسة أشخاص وإصابة 10 آخرين، بما في ذلك العديد من ضباط الشرطة.[25]

### أيار
- 10 أيار: 10 مايو 2010 هجمات العراق . اقتحم انتحاريان بسيارتين مفخختين مصنعًا للأقمشة بينما كان العمال ينهون ورديتهم في مدينة الحلة،[26] وبينما هرع المارة وخدمات الطوارئ لمساعدة الجرحى، فجر انتحاري آخر عبوات ناسفة مما تسبب في انفجار ثالث.[27] وأسفرت الهجمات عن مقتل 45 شخصًا وإصابة 140 آخرين.[26] قتل انتحاريان، أحدهما يرتدي سترة محملة بالمتفجرات والآخر يقود سيارة، قُتل 13 شخصًا على الأقل وجرح 40 آخرين في سوق عراقي مزدحم جنوب شرق بغداد.[28] قُتل مقاتلان على الأقل من قوات البيشمركة الكردية وأصيب ثلاثة آخرون عندما اقتحم انتحاري يقود سيارة نقطة تفتيش تحرسها قوات أمريكية وعراقية وكردية شرق الموصل.[26]
- 11 أيار: انفجرت سيارة مفخخة يقودها انتحاري بالقرب من نقطة تفتيش للشرطة، مما أدى إلى إصابة ستة أشخاص من بينهم اثنان من ضباط الشرطة، عند المدخل الشرقي لمدينة الفلوجة.[29]
- 13 أيار: استهدف انتحاري بسيارة مفخخة دورية مشتركة بين القوات الأميركية والعراقية على الطريق الرئيسي من بغداد إلى الموصل، مما أدى إلى إصابة شخصين.[30]
- ١٤ أيار: أسفر تفجير انتحاري ثلاثي عن مقتل ٢٥ شخصًا على الأقل وإصابة ١٠٨ أشخاص آخرين خلال مباراة كرة قدم في تلعفر. قاد أحد الانتحاريين على الأقل سيارة إلى الملعب وفجّرها قرب المدخل. وفجّر الآخرون أحزمة ناسفة.[31][32][33]
- 20 أيار: هاجم انتحاري نقطة تفتيش للشرطة، مما أسفر عن مقتل شرطيين ومدني وإصابة ثمانية أشخاص آخرين من بينهم ثلاثة من رجال الشرطة، في غرب الموصل.[34]
- 21 أيار: ضربت شاحنة صغيرة يقودها انتحاري منطقة تجارية عند غروب الشمس عندما كانت المنطقة مليئة بالمتسوقين في بلدة شمال بغداد، مما أسفر عن مقتل 21 شخصًا على الأقل وإصابة أكثر من 50 آخرين.[35]

### حزيران
- 9 حزيران: هاجم انتحاري على متن دراجة نارية مركبة عسكرية أميركية، ما أدى إلى مقتل اثنين من المدنيين العراقيين وإصابة خمسة آخرين في محافظة ديالى العراقية الواقعة وسط البلاد. [ بحاجة لمصدر ]
- 11 حزيران: هاجم انتحاري بسيارة مفخخة دورية عسكرية مشتركة بين الولايات المتحدة والعراق، مما أسفر عن مقتل 5 أشخاص من بينهم جنديان أمريكيان وثلاثة عراقيين على الأقل، فضلاً عن إصابة 30 آخرين في شرق العراق.[36]
- 13 حزيران: هاجم مسلحون مجهولون، بينهم خمسة انتحاريين، البنك المركزي العراقي، مما أسفر عن مقتل 15 شخصًا وإصابة 50 آخرين، في وسط بغداد.[37]
- 20 حزيران: هاجم انتحاريان بسيارتين مفخختين بالقرب من بنك التجارة العراقي، مما أسفر عن مقتل 26 شخصًا على الأقل وإصابة أكثر من 50 آخرين في وسط بغداد.[38]
- 21 حزيران: فجر انتحاري سترته المحشوة بالمتفجرات في أحد الأسواق، مما أسفر عن مقتل 8 أشخاص وإصابة 10 آخرين داخل مدينة الشرقاط.[39]

### تموز
- 4 تموز: نفذت انتحارية هجوما انتحاريا على منطقة الاستقبال في مكتب المحافظة المحصن بشدة، ما أدى إلى مقتل 4 أشخاص وإصابة 23 آخرين في مدينة الرمادي بمحافظة الأنبار غربي العراق.[ بحاجة لمصدر ]
- 6-8 تموز: هجمات بغداد في يوليو/تموز 2010. فجر انتحاري نفسه في منطقة الأعظمية بوسط بغداد، مما أسفر عن مقتل 28 شخصًا وإصابة 62 آخرين.[ بحاجة لمصدر ]
- 9 تموز: قاد انتحاري سيارته المحملة بالمتفجرات إلى نقطة تفتيش للجيش العراقي، مما أسفر عن مقتل 6 أشخاص وإصابة 20 آخرين في غرب بغداد . [40]
- ١٨ تموز: قُتل ما لا يقل عن ٤٣ شخصًا وأُصيب أكثر من ٤٠ آخرين بتفجير انتحاري استهدف عناصر ميليشيا مدعومة من الحكومة كانوا يصطفون لاستلام رواتبهم في حي الرضوانية جنوب غرب بغداد. كما نفذ أحد أعضاء تنظيم القاعدة هجومًا آخر على مقر مجلس الصحوة في مدينة القائم غربي البلاد، وهي معقل سابق للمتمردين قرب الحدود السورية. وبلغت الحصيلة الرسمية للقتلى ثلاثة قتلى وستة جرحى. وصرح مسؤولون عراقيون بأن المهاجم اقتحم المبنى وأطلق النار. فردّ المقاتلون بإطلاق النار وأصابوا المهاجم، الذي فجّر نفسه بينما تجمع الرجال حوله.[41]
- 20 تموز: هاجم انتحاري بسيارة مفخخة قافلة من المركبات تابعة لشركة إنشاءات بريطانية خاصة، مما أسفر عن مقتل أربعة أشخاص وإصابة خمسة آخرين داخل مدينة الموصل العراقية. [42]
- 21 تموز: فجر انتحاري سيارته المفخخة بالقرب من كازينو في محافظة ديالى شرقي العراق، مما أسفر عن مقتل 7 أشخاص وإصابة 26 آخرين. [43]
- 26 تموز: انفجرت سيارتان مفخختان قرب مدينة كربلاء المقدسة جنوب العراق يوم الاثنين، مما أسفر عن مقتل 19 زائرًا، وإصابة 54 آخرين، وفقًا لمسؤول عراقي. وفي حادث منفصل بالعاصمة بغداد، قتل انتحاري أربعة أشخاص على الأقل يوم الاثنين في هجوم على قناة العربية الإخبارية المملوكة للسعودية، وفقًا لمسؤولين أمنيين.[44]

### آب
- 8 آب: أدى تفجير انتحاري إلى مقتل 6 أشخاص على الأقل وإصابة العديد من الآخرين في الرمادي.[45]
- 17 آب: تفجيرات بغداد 17 أغسطس 2010
- 25 آب: تفجيرات العراق 25 أغسطس 2010

### أيلول
- 5 أيلول: هاجم ما يصل إلى خمسة انتحاريين، باستخدام شاحنة مفخخة وأحزمة ناسفة، مجمع وزارة الدفاع العراقية، مما أسفر عن مقتل 12 شخصًا على الأقل وإصابة أكثر من 36 آخرين في وسط بغداد.[46]
- 19 أيلول: تفجيرات بغداد 19 سبتمبر 2010

### تشرين الأول
- 29 تشرين الأول: أدى تفجير انتحاري إلى مقتل 25 شخصًا على الأقل وإصابة العشرات في بلدة شمال بغداد . [47]
- 31 تشرين الأول 2010: مجزرة كنيسة بغداد

### تشرين الثاني
- 2 تشرين الثاني: وقع ما لا يقل عن 17 انفجارًا في الهجمات، ويُقدر أن أكثر من 113 شخصًا قُتلوا.

### كانون الأول
- 12 كانون الأول: فجر انتحاري سيارة مفخخة مما أسفر عن مقتل 13 شخصًا على الأقل وإصابة أكثر من 50 آخرين، بعد أن هاجم الانتحاري نقطة تفتيش تؤدي إلى المباني الإدارية الحكومية في الرمادي.[48]
- 13 كانون الأول: أدى تفجير انتحاري إلى مقتل 4 أشخاص على الأقل وإصابة 17 آخرين في بعقوبة.[49]
- 27 كانون الأول: قتل انتحاريان ما لا يقل عن 17 شخصًا وأصابا أكثر من 47 آخرين، بعد أن فجر الانتحاريان سيارة محملة بالمتفجرات، بالإضافة إلى سترة انتحارية في هجوم بالقرب من مجمع حكومي في الرمادي.[50]
- 29 كانون الأول: هاجم انتحاريان مجمعًا للشرطة في مدينة الموصل شمال العراق. أسفر الهجومان الانتحاريان عن مقتل 4 ضباط شرطة على الأقل، بعد أن اخترق الانتحاريان المجمع وفجّرا متفجراتهما في غرفة المقدم شامل أحمد عولق، الذي كان من بين القتلى وكان على ما يبدو قائدًا للكتيبة. وعُرف أن مبنى الشرطة قد انهار نتيجة لهذه الهجمات، ومن المعروف أن العديد من ضباط الشرطة ما زالوا في عداد المفقودين بعد التفجيرات. لاحقًا، قامت فرق الأمن والإنقاذ بتمشيط حطام المبنى المنهار بحثًا عن ناجين من هذه الهجمات الانتحارية.[51]